# Sergentomyia machadoi
Sergentomyia machadoi är en tvåvingeart som först beskrevs av Emile Abonnenc 1967.  Sergentomyia machadoi ingår i släktet Sergentomyia och familjen fjärilsmyggor.
Artens utbredningsområde är Angola. Inga underarter finns listade i Catalogue of Life.